# 图特摩斯三世
图特摩斯三世（Thutmose III，前1481年—前1425年3月11日），古埃及第十八王朝最以尚武著称的法老（前1479年4月24日－前1425年3月11日在位）。图特摩斯三世是法老图特摩斯二世之子（曾被认为是图特摩斯二世的异母弟）。据认为，他是图特摩斯二世与次妃伊西斯之子，与图特摩斯二世的正妻哈特谢普苏特之女涅弗鲁利结婚。

## 執政期間
在前1458年前，图特摩斯三世的后母哈特谢普苏特掌握着埃及的实权。在她死后，图特摩斯三世独自统治了一段时间，后来立其子阿蒙霍特普二世为共同执政者。哈特谢普苏特在位時，埃及外交上有所軟化，透過貿易經商致富，因此國庫充沛，从前1458年起，图特摩斯三世进行连续不断的战争，其结果是恢复了哈特谢普苏特时代丧失的对叙利亚和巴勒斯坦的统治。
他在美吉多（麦吉杜）、卡迭石、卡尔赫美什等地取得一系列军事胜利（以围攻麦吉杜的战役最为有名）。约前1445年，图特摩斯三世打败了米坦尼国王，夺占米坦尼王国位于幼发拉底河西岸的土地。经过长期的征服，埃及南部的边界被图特摩斯三世扩展至尼罗河第四瀑布。他还使利比亚、亚述、巴比伦、赫梯及克里特岛的统治者们都向他纳贡。由于图特摩斯三世的赫赫武功，一些历史学家称他为古埃及的拿破仑。
图特摩斯三世死後，阿蒙霍特普二世繼位。

## 稱謂
图特摩斯三世的四個王銜與原名分別是
| 王銜       | 名稱              | 翻译     | 意思                             |
| ---------- | ----------------- | -------- | -------------------------------- |
| 荷鲁斯     | K3-nḫt-ḫˁj-m-W3st | 荷鲁斯   | 来自底比斯的荷鲁斯神牛           |
| 两女神名   | W3ḥ-nsjt          | 涅布提   | 兩女神之子，有永久的王權         |
| 金荷鲁斯名 | Dsr-ḫˁw           | 金荷鲁斯 | 权能的金荷鲁斯，神圣的仪表       |
| 登基名     | Mn-ḫpr-Rˁ         | 蒙凯帕拉 | 莎草和蜜蜂之子。是拉在地上的化身 |
| 原名       | Dḥwty-ms          | 图特摩斯 | 圖特摩斯和拉的美麗之子           |

## 家庭

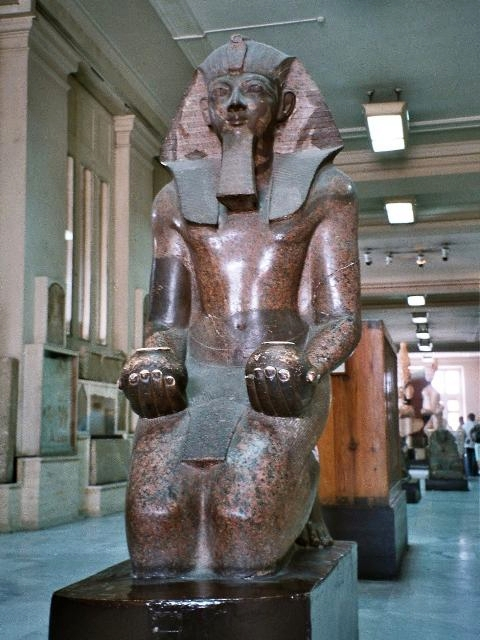
图特摩斯三世的跪雕，现藏开罗博物馆

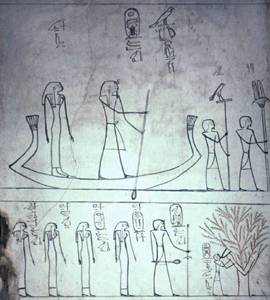
图特摩斯三世与家人

图特摩斯三世雕，现藏卢克索博物馆

图特摩斯三世是图特摩斯二世与侧妃伊西斯之子，他也有几名妃嫔：
- 涅弗鲁利（英语：Neferure）：哈特谢普苏特之女，不过没有任何文物显示他们有婚约；
- 萨提雅（英语：Satiah）：一位叫伊普（英语：Ipu (nurse)）的奶妈的女儿；
- 美丽特拉-哈特谢普苏特（英语：Merytre-Hatshepsut）：女大祭司胡伊（英语：Hui (priestess)）之女儿；
- 梅尔提、蒙威、蒙赫特（英语：Menhet, Menwi and Merti）（Merti, Menwi and Menhet）: 三名外国籍妃嫔；
- 尼布森尼（英语：Nebsemi） : 图特摩斯三世身份不明的妃嫔，发现他的一个雕像，她或许有很高的地位，有待考察；
- 尼布图（英语：Nebtu） : 在KV34墓里的一根柱子上被提起

他也拥有许多孩子:
- 阿蒙奈哈特（? - 公元前1444年），王子，母不详，可能是涅弗鲁利或萨提雅之子，为图特摩斯三世指定的继承人，但他在圖特摩斯三世35年（公元前1444年）去世
- 阿蒙霍特普二世，母美丽特拉-哈特谢普苏特，法老
- 伊西斯，公主，母美丽特拉-哈特谢普苏特，可能是图特摩斯与美丽特拉-哈特谢普苏特最小的女儿，出现于她的外婆胡伊（英语：Hui (priestess))）的雕像（现藏英国大英博物馆）
- 妮斐提莉，公主，母不详
- 蒙柯培拉，王子，母美丽特拉-哈特谢普苏特，出现于他的外婆胡伊（英语：Hui (priestess)）的雕像
- 贝克塔蒙，公主，母不详
- 梅莉塔蒙，公主，母美丽特拉-哈特谢普苏特，出现于她的外婆胡伊（英语：Hui (priestess)）的雕像
- 梅莉塔蒙，公主，母美丽特拉-哈特谢普苏特，出现于她的外婆胡伊（英语：Hui (priestess)）的雕像上
- 妮斐提奈特，公主，母美丽特拉-哈特谢普苏特，出现于她的外婆胡伊（英语：Hui (priestess))）的雕像
- 西阿蒙，王子，母不详，名字仅出现于大臣森尼费的雕像(现藏埃及博物館)上

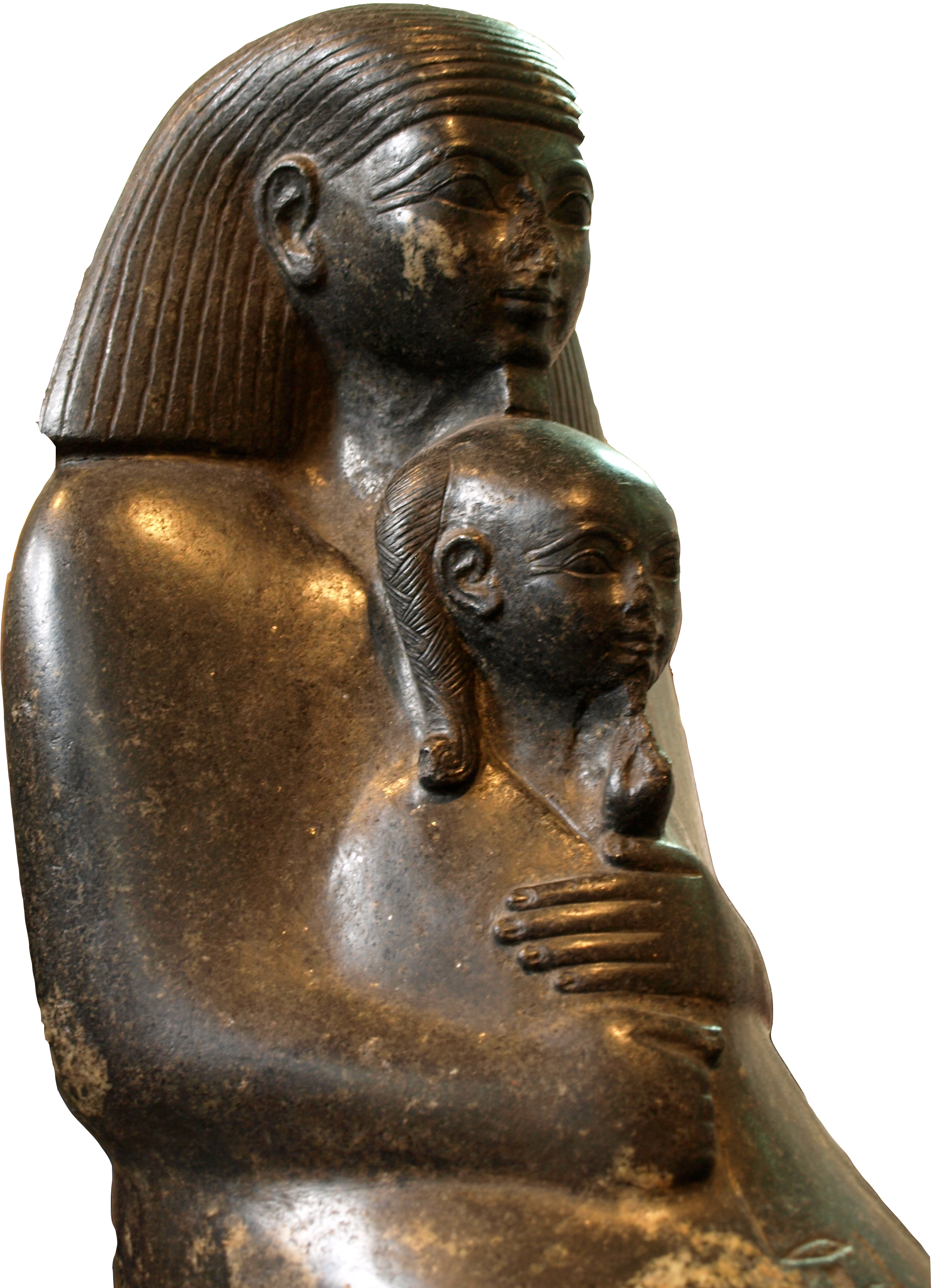
涅费尔鲁利与家庭教师赛门姆特，现藏大英博物馆

## 木乃伊与陵墓

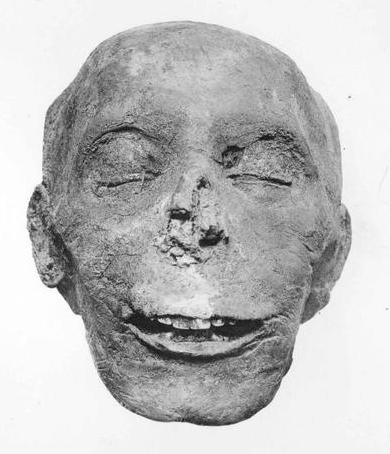
图特摩斯三世的木乃伊

图特摩斯三世埋葬于其墓（KV34)，后因盗墓贼来光顾其墓，后木乃伊被祭师们移到停灵庙的皇家木乃伊坑（DB320），图特摩斯三世的木乃伊于1881年发现，现藏开罗埃及博物馆。